# Trimenia bougainvilleensis
Trimenia bougainvilleensis, biljna vrsta iz porodice Trimeniaceae. Raste u tropskim krajevima Solomonskih otoka
Prvi puta opisana je 1971. kao podvrsta vrste T. weinmanniifolia.

## Sinonimi
- Trimenia weinmanniifolia subsp. bougainvilleensis Rodenb.